# Petit-Mesnil
Petit-Mesnil település Franciaországban, Aube megyében. Lakosainak száma 202 fő (2022. január 1.). Petit-Mesnil Brienne-la-Vieille, La Chaise, Chaumesnil, Éclance, La Rothière, Trannes és Vernonvilliers községekkel határos.

## Népesség
A település népessége az elmúlt években az alábbi módon változott:
| Lakosok száma | 176  | 196  | 213  | 231  | 232  | 227  | 216  | 206  | 206  | 202  |
|               | 1968 | 1982 | 1990 | 2006 | 2013 | 2015 | 2017 | 2019 | 2020 | 2022 |